# Culex binigrolineatus
Culex binigrolineatus é um espécie de mosquito do género Culex, pertencente à família Culicidae.